# Rebeca Silva Cosío
María Marcelina Rebeca Silva Cosío (Ciudad de México, 26 de abril de 1925 – Guadalajara, Jalisco, 7 de mayo de 2002), conocida artísticamente como Rebeca, fue una cantante mexicana, la última intérprete oficial del compositor Agustín Lara. Estrenó las últimas composiciones de Lara.
Grabó su primer álbum, Señora tentación, en 1959 y un año después ganó el Disco de Oro. Sus discos fueron editados por RCA Víctor y tuvieron gran éxito en los sesenta. Grabó su último álbum, Rebeca interpreta a Agustín Lara, en los setenta para el sello Discos Orfeón.

## Discografía
- Señora tentación
- Canciones de Agustín Lara
- Rebeca y sus compositores predilectos
- Enamorada
- Canciones inolvidables
- Estrella solitaria
- Nacida para amar...
- El disco de oro de Rebeca
- Rebeca interpreta a Agustín Lara